# به‌طرز خطرناکی عاشق
به طرز خطرناکی عاشق (به انگلیسی: Dangerously in Love) اولین آلبوم انفرادی استودیویی خواننده و ترانه سرای بیانسه است. این آلبوم در ۲۰ ژوئن ۲۰۰۳ توسط کلمبیا رکوردز و میوزیک ورلد اینرتیمنت منتشر شد.
در طول ضبط  آلبوم استودیویی دستینیز چایلد، بازمانده (۲۰۰۱)، گروه اعلام کرد که هر کدام از اعضا آلبوم های انفرادی تهیه خواهند کرد. جلسات ضبط "به طرز خطرناکی عاشق" از مارس ۲۰۰۲ تا مارس ۲۰۰۳ در استودیوهای مختلف ضبط، در طول وقفه گروه انجام شد. بیانسه به‌عنوان تهیه‌کننده اجرایی آلبوم، نقش گسترده‌تری در تولید آن بر عهده گرفت و اکثر آهنگ‌ها را نوشت، انتخاب کرد که کدام‌ها را تهیه کنند و ایده‌هایی را درباره میکس و مسترینگ به اشتراک گذاشت. اگرچه او در مورد تفسیر خود از آهنگ های آلبوم محتاطانه باقی ماند، معانی اساسی آنها توسط رسانه‌ها به عنوان کنایه از رابطه صمیمی او با خواننده رپ جی-زی نسبت داده شد. از نظر موسیقایی، این آلبوم ترکیبی از آهنگ‌های آپتمپو و بالاد است که همگی عمدتاً آهنگ‌های آر اند بی هستند، در حالی که عناصر سول، هیپ هاپ و موسیقی عربی را در خود جای داده است.